# Бельова църква
Бельовата църква „Рождество Богородично“ е средновековна българска църква в близост до град Самоков.

## Местоположение, история, архитектурни и художествени особености
Църквата се намира на около 2 километра южно от Самоков, от ляво на шосето за курорта Боровец. Еднокорабна и едноапсидна църква, с полуцилиндричен свод, полувкопана в земята. В сегашния си вид е построена към XV-XVII век, върху основите на по-стари християнски храмове. Изградена е от ломен камък на хоросанова спойка.
На 200 метра зад църквата се намира аязмо, от което извира светена вода. В църковния двор се намира и чешма, изградена през 1879 г.
Археологическите проучвания сочат, че съществуването на Бельова църква може да се разглежда на три етапа. Първият се отнася към късната античност (V – VI в.). През Средновековието (XII – XIII в.) храмът е реконструиран и възобновен най-вероятно като гробищен храм. Предполага се, че с превземането на Самоков от турците през 1370 – 1371 г. църквата е опожарена и разрушена до основи. Това е и края на втория етап от нейното съществуване. Третият етап на църквата се свързва с късното Средновековие – XV – XVII в. По това време църквата е еднокорабна, със закрит притвор и вход от запад.
Около 1657 г. църквата е затрупана с пръст. Тя остава действаща до 1712 г., когато започва изграждането на Митрополитската църква в Самоков. Впоследствие За дълги години църквата е изоставена, покрита с трева и с прораснал бряст на покрива.
През 1737 г. в Бельовата църква са погребани мощите на самоковския митрополит Симеон Попович, за когото се знае, че заема Самоковската митрополитска катедра през 1734 година. Като защитник на християнското население е арестуван през юли 1737 г., отведен е в София и на 21 август същата година е обесен зад църквата „Св. София“.
През 1862 г. в църквата е извършена тържествена служба, заедно с водосвет на аязмото. Цялостното преустройство започва през 1867 г. През 1869 г. вътрешността на църквата е изписана наново върху старата стенописна украса от зографите Никола Образописов, Христаки Зографски и Дититър Даскалов (Дупничанина).
Според местните легенди църквата е издигната по времето на Второто българско царство, от местния болярин Бельо и затова носи неговото име.
Вътре, над вратата на църквата, Никола Образописов е изписал следния надпис: „...За слава на светата единосъщна и неразделима троица Отца и Сина и Светия дух, изписа се тази църква такава, каквато е сега през 1869 година, 15 април. Тя беше и от старо време изписвана, но в последните времена издраскана и развалена дотолкова, че не беше възможно да остане така. За уверение на това се намира запазена част зад дулапа. Кога е пак съградена не знае никой да каже, нито се намери някъде надпис. По предание се разказва да я е издигнал някой си Бельо и по тази причина да носи неговото име – Бельовата църква. Тя беше, преди да се обнови, през средата преградена... нямаше нито един прозорец, а от вън беше зарита със земя...“
Храмовият празник на църквата, известен като „Малка Богородица“ (Рождество на Пресвета Богородица) се празнува на 8 септември. Освен този празник, днес самоковските граждани честват и деня на смъртта на Свети Симеон Самоковски – 21 август, който е обявен и за ден на град Самоков.

## Реставрация
Първите реставрационни работи са изпълнени през 1957 г., когато в дренажния канал край църквата са открити накити от XII-XIII век. А при археологическите проучвания на некропола около Бельова църква са открити погребения на монаси от края на XI – началото на XII в., както и находки типични за епохата на Второто българско царство.
През 1984 г. са проведени частични археологически проучвания върху фасадата на съвременната църква от Димитрина Джонова, която установява наличието на три строителни периода.
Направените през 1994 и 1995 г. археологически проучвания установяват, че ранната църква е най-вероятно от епохата на късната античност (V-VI в.). Преез 1995 г. е открит и гроба на Св. Симеон Самоковски.
При реставрацията на църквата от специалистите от НИПК – Боряна и Благой Дживджанови са разкрити част от късносредновековните стенописи, датирани от XVI – XVII век. Разкрити и консервирани са около 20 % от ранните стенописи. Измежду тях се отличават сцените на седемте Вселенски събора върху западната и северната стена и българските светци – Иван Рилски, Гаврил Лесновски, Прохор Пчински и Йоаким Осоговски, изписани върху западната фасада отляво на входа. Върху първия ред на южната стена, до олтара, е изобразена Света Богородица на трон, а на срещуположната стена се различават светци войни. На свода на притвора е изобразен Христос Пантократор.

## Галерия
- „Рождество на св. Богородица“
- „Матер Божия, наречена рибена“
- „Избиването на децата от Ирод“
- „Рождество Христово“